# راگنا نیلسن
راگنا نیلسن (انگلیسی: Ragna Nielsen؛ ۱۷ ژوئیه ۱۸۴۵ – ۲۹ سپتامبر ۱۹۲۴) سیاست‌مدار اهل نروژ بود.
بعلاوه او یک  متخصص امور تربیتی، مدیر مدرسه، ناشر، و از فعالین مدافع حقو ق زنان بود.

## زندگی خصوصی
راگنا نیلسن در  کریستیانیا بدنیا آمد. او فرزند مردی بنام یورگن آکسل نیکلای اولمان و زنی بنام کاترین یوهان فردریک بود. مادر او یک آموزگار، ناشر و منتقد ادبی بود. وی از طریق مادر، با کریستوفر هنستین، نسبت خویشاوندی داشت. راگنا نیلسن در سال ۱۸۷۹ با مردی بنام لودویگ نیلسن، ازدواج کرد. او همراه همسرش به ترومسو عزیمت کرده و در آن شهر ساکن شد. در سال ۱۸۸۴ بعد از جدایی از شوهر خود، او به کریستیانیا بازگشت و بار دیگر در زادگاه خود اقامت گزید. برادر او ویگو اولمان نیز یک سیاستمدار و پدربزرگ لیو اولمان، بازیگر معروف بود.

## سوابق حرفه ای
راگنا نیلسن، دوره کودکی را در مدرسه مادرش آموزش دید. سپس برای ادامه تحصیل درسال ۱۸۶۰ وارد دبیرستان خصوصی دخترانه هارتویگ نیسن شد طولی نکشید که او خود در همان دبیرستان، در سال ۱۸۶۲ آغاز به تدریس کرد و تا سال ۱۸۷۹ به این امر مشغول بود. راگنا نیلسن، تا سال ۱۸۸۴ همچنان در ترومسو معلمه بود. اما بزودی در سال ۱۸۸۵ او در زادگاه خود، کریستیانیا یک دبیرستان دخترانه تأسیس کرد. در این دبیرستان علاوه بر دروس متوسطه عمومی، زبان لاتین نیز تدریس می‌شد.
راگنا نیلسن، خود مدیریت این دبیرستان را بر عهده گرفت و بدین ترتیب او اولین مدیر زنی بود که در نروژ یک دبیرستان را اداره می‌کرد این دبیرستان در آغاز فعالیت، دخترانه بود اما خیلی زود، تبدیل به مدرسه ای مختلط شد و پسران نیز به این دبیرستان راه پیدا کردند.
راگنا نیلسن، ریاست انجمن حقوق زنان نروژ را به مدت دو دوره، از سال ۱۸۸۶ تا ۱۸۸۸ و از سال ۱۸۸۹ تا ۱۸۹۵ بر عهده داشت. او تعدادی از سازمان‌ها از جمله، انجمن حق رأی برای زنان در سال ۱۸۸۵، انجمن صنفی تجار زن را در سال ۱۸۹۰ انجمن نروژی صلح را در سال ۱۸۹۱ و انجمن رفاه خانه‌ها را در سال ۱۸۹۸ تأسیس کرد. او از سال ۱۹۰۱ تا ۱۹۰۴ به‌عنوان نماینده منتخب، در شورای شهر کریستیانیا شرکت داشت. در سال ۱۹۰۷ او یک سازمان برای حفظ و ترویج زبان سراسری نروژی تشکیل داد و ریاست آن را از سال ۱۹۰۹ تا ۱۹۱۰ بر عهده داشت.
راگنا نیلسن، به فعالیتهای روحانی علاقه داشت و گاه در جلسات احضار روح شرکت داشت. او خود مؤسس انجمن مطالعات روانی نروژ در سال ۱۹۱۷ بود. او در سال ۱۹۲۱ در تأسیس مجله زنان نروژیشراکت داشت. از جمله کتاب‌های او می‌شود به «زنان نروژی در قرن ۱۹» نشر ۱۹۰۴ «از آن زمان‌های عواطف ناچیز» نشر ۱۹۰۷(بصورت نویسنده ناشناس) و «سیسیفوس و احزاب سیاسی» نشر۱۹۲۲ نام برد.